# Internet Explorer 2
Microsoft Internet Explorer 2 (マイクロソフト インターネット エクスプローラ ツー) 、 (略称 Internet Explorer 2 または MSIE2 、IE2 ) は、マイクロソフトが Windows 95 、Windows NT版を1995年11月22日に、Apple Macintosh、Windows 3.1版を1996年4月に公開したInternet Explorerファミリーのウェブブラウザである。このバージョンでは、英語、日本語を含む12の言語でリリースされた。1996年4月までにWindows 95では24言語、Windows 3.1では20言語、Macintoshでは9言語でリリースされた。このバージョンの時点での市場シェアは、後のバージョンよりはるかに低かった。この時期のIEの市場シェアは、Internet Explorer 3がリリースされる前の、1996年半ばまでに約3〜9％までしか上昇しなかった。

## 歴史
IEは、Netscape Navigatorの特徴の多くを複製し、ブックマークのインポート機能を実装した 1996年5月にFTP Software社はWindows 3.1向けのInternet Explorer 2.0に対して、様々な技術をマイクロソフトに提供していたと発表した。それには、PPPネットワーク、16ビットの電子メールクライアントなどの技術が含まれていた。

### 対象の拡大
Internet Explorer 2は、1995年8月にMicrosoft Plus!でバージョン1がリリースされてから、2か月後の1995年10月にベータ版でWindows 95対象にリリースされた。1995年11月にWindows 95とWindows NT 3.5向けにリリースされ、1996年7月にWindows NT 4.0に同梱された。PowerPC版Macのベータ版は1月にリリースされ、4月に68kおよびPowerPC向けの最終バージョンがリリースされた。バージョン2は、Windows 3.1とMacintosh System 7.0.1（PPC、68k）の最初のリリースでもあったが、Mac版は1996年1月にPPCで、4月に68kでリリースされた。 バージョン2は、1996年初頭にWindows 95 OEM Service Release（OSR 1）とMicrosoft Windows 95向けインターネットスターターキットに含まれていた。当初は英語を含む12の言語でリリースされ、1996年4月までにWindows 95、Windows 3.1、Macではそれぞれ24言語、20言語、9言語にまで後に拡大した。 バージョン2.0iは、Webページで中国語、日本語、韓国語の文字をサポートするための2バイト文字セットをサポートした。1996年8月にMac用のバージョン2.1がリリースされ、同じ月にWindows版は大幅な変更が入ったInternet Explorer 3が登場し、バージョン2は置き換えられた。16ビットと32ビット版が存在した。

### Mac版
Mac版、特にバージョン2.1は省リソースと新機能が評価された。Internet Explorerは、AVIおよびQuickTime形式のビデオとAIFF、MIDIおよびWAV形式のオーディオを含む、Webページへの多数のマルチメディア形式の埋め込みをサポートしていた。 ベータ版から3ヶ月後の1996年4月23日に正式リリースされた。 バージョン2.1ではバグを修正して、安定性を向上させつつ、同時にNPAPI（Internet Explorerがこれに対応するのは初）やQuickTime VRのサポートなどの新機能もいくつかの追加した。AOL 3.0 for Macintoshは、内蔵のWebブラウザにIE 2.1の描画エンジンを使用していた。
Netscapeは、Webブラウザ市場を事実上独占しており（一部の見積もりによると約90％）、非公式または「拡張」HTMLタグを導入することで、その地位をさらに強化していた。その結果、Webには、Navigatorで表示した場合にのみ効果的に機能するページが多くあった。他のブラウザが追いつくまでに、Netscapeはさらに多くのタグ追加を行った。—Jack Weber、MacUser (1996)

## 機能
IE 2の投入により新機能や機能改善を導入した。多くはすぐにブラウザーの一般的な機能（Cookieなど）になった一方、すぐに廃止された機能もあった。
- Secure Socket Layer (SSL) プロトコル[6][7]
- HTTP cookie[7]
- VRML[7]
- 統合された電子メールとニュースリーダークライアント[2][6]
  - SMTPとPOPプロトコルのサポート
  - NNTPプロトコルでのニュースグループのサポート[2][7]
  - スペルチェッカー[6]
  - 自動メール管理（フィルター）[6]
  - MIME[6]
  - MAPI[6]
- JavaScript[8]
- HTML3[6]
  - HTMLテーブル[6]
  - HTMLフレーム要素のサポート[8]
  - <bgsound>...</bgsound>などの非標準タグ[5][出典無効]
- RSA
- PPPネットワークスタック[6]
- Netscapeのブックマークのインポート[5]

## バージョン
| バージョン | リリース日     | 主な変更点                                                  | 同梱                                                |
| ---------- | -------------- | ----------------------------------------------------------- | --------------------------------------------------- |
| 2.0 Beta   | 1995年10月     | HTMLテーブルなどの要素のサポート                            |                                                     |
| 2.0        | 1995年11月22日 | SSL、Cookie、VRML、インターネットニュースグループのサポート | Windows NT 4.0 Windows 95 OSR1 Internet Starter Kit |
| 2.01       | 1996年8月      | バグ修正版                                                  |                                                     |

| バージョン | リリース日    | 主な変更点                |
| ---------- | ------------- | ------------------------- |
| 2.0 Beta   | 1996年1月23日 | PPC のみのベータ版        |
| 2.0        | 1996年4月23日 | PPCと68kのサポート        |
| 2.1        | 1996年8月     | バグ修正とNPAPIのサポート |